# Dolicholobium forbesii
Dolicholobium forbesii är en måreväxtart som beskrevs av Herbert Fuller Wernham. Dolicholobium forbesii ingår i släktet Dolicholobium och familjen måreväxter.
Artens utbredningsområde är Papua Nya Guinea. Inga underarter finns listade i Catalogue of Life.